# أوت لوك.كوم
أوت لوك .كوم (بالإنجليزية: Outlook.com)‏ هو برنامج يمكنك مع التعامل مع بريدك على الموقع من إرسال واستقبال بريدك .تم دمج الهوتميل مع الأوت لوك بعد قيام الاخير بشراء الهوتميل.

## الميزات
على غرار خدمات الويب الرئيسية الأخرى، يستخدم الاوت لوك اياكس تقنيات البرمجة ويدعم أحدث إصدارات إنترنت إكسبلورر، فايرفوكس، سفاري، جوجل كروم. بعض من السمات ما يلي لوحة المفاتيح الضوابط يعطي القدرة على التنقل في جميع أنحاء الصفحة دون استخدام الماوس، والقدرة على البحث في رسائل المستخدم بما في ذلك هيكلة استعلام الصيغ مثل «في: موقع ئي باي»، والمرشحات في الرسائل، .

## الانتقال إلى الأوت لوك
تم الانتقال من الهوتميل إلى الوت لوك لأول مرة في 31 يوليو 2012 في حين أصبحت النسخة التجريبية متاحة للجمهور العام. عملاء هوتميل القائمة يمكن ترقية حرية إصدار معاينة Outlook.com وتقليله إلى الخلف.
في مايو 2015، أعلنت شركة مايكروسوفت انها ستنقل الخدمة إلى ما وصفته مكتب 365 البنية التحتية المستندة. وأعقب ذلك في يونيو 2015 من خلال إدخال من خلال التقيد في المعاينة من الميزات الجديدة، بما في ذلك تخطيط تقويم جديد خيارات، وهي خدمة تصفية تسمى «الفوضى» والتصاميم موضوع جديد. كما عرضت شركة مايكروسوفت القدرة لمقدمي طرف ثالث مثل باي بال وايفرنوت لتشمل الوظائف الإضافية في الخدمة.